# Бял конник
„Бял конник“ (на английски: White Rider) е четвърти пореден музикален албум на рок групата „Скрюдрайвър“, издаден през 1987 година. Участници в албума са Иън Стюарт (вокал), Мартин Крос (китара), Мерв Шийлдс (бас) и Джозеф Смит (барабани). Всички песни са написани от Иън Стюарт Доналдсън.
Албума включва 12 музикални парчета:
1. „White Rider“ – 3:19
2. „Where Has Justice Gone“ – 2:50
3. „Strikeforce“ – 2:51
4. „Behind the Bars“ – 3:27
5. „Pride of a Nation“ – 3:12
6. „New Nation“ – 4:41
7. „The Snow Fell“ – 5:07
8. „I Can See the Fire“ – 3:13
9. „Thunder in the Cities“ – 2:42
10. „We Fight for Freedom“ – 4:10
11. „White Warriors“ – 3:08
12. „Built Up Knocked Down“ – 4:31